# Marijke Kraayenhof
Marijke Kraayenhof es una deportista neerlandesa que compitió en remo como timonel. Ganó una medalla de plata en el Campeonato Mundial de Remo de 1974 y una medalla de bronce en el Campeonato Europeo de Remo de 1968.

## Palmarés internacional
| Campeonato Mundial | Campeonato Mundial    | Campeonato Mundial | Campeonato Mundial |
| Año                | Lugar                 | Medalla            | Prueba             |
| ------------------ | --------------------- | ------------------ | ------------------ |
| 1974               | Lucerna (Suiza)       | Medalla de plata   | Cuatro con timonel |
| Campeonato Europeo |                       |                    |                    |
| Año                | Lugar                 | Medalla            | Prueba             |
| 1968               | Berlín Oriental (RDA) | Medalla de bronce  | Ocho con timonel   |